# Mittelgut
Als Mittelgut bezeichnet man Steinkohle, an der ein größerer Anteil von Taubem Gestein haftet. Ein Teil des Mittelgutes kann mit Hilfe des Verfahrens der Kohlenwäsche aufbereitet werden, der nicht aufbereitbare Teil (Ballastkohle) dient als Brennstoff im Kohlekraftwerk.